# Raymond Burr
Raymond William Stacy Burr (n. 21 mai 1917, New Westminster⁠(d), British Columbia, Canada – d. 12 septembrie 1993, Sonoma⁠(d), California, SUA) a fost un actor americano-canadian de teatru, film și de televiziune. Este cel mai cunoscut pentru rolurile din serialele TV Perry Mason și Ironside.

## Filmografie
| An   | Titlu                           | Rol                                | Note                                                                                |
| ---- | ------------------------------- | ---------------------------------- | ----------------------------------------------------------------------------------- |
| 1940 | Earl of Puddlestone             | Mrs. Millicent Potter's chauffeur  | Nemenționat:11                                                                      |
| 1946 | Without Reservations            | Paul Gill                          | Nemenționat                                                                         |
| 1946 | San Quentin                     | Jeff Torrance                      | [ 13 ]                                                                              |
| 1947 | Code of the West                | Boyd Carter                        | [ 13 ]                                                                              |
| 1947 | Desperate                       | Walt Radak                         | [ 13 ]                                                                              |
| 1948 | I Love Trouble                  | Herb                               | [ 13 ]                                                                              |
| 1948 | Sleep, My Love                  | Sgt. Strake                        | [ 13 ]                                                                              |
| 1948 | Ruthless                        | Peter Vendig                       | [ 13 ]                                                                              |
| 1948 | Fighting Father Dunne           | Prosecuting attorney               | Nemenționat                                                                         |
| 1948 | Raw Deal                        | Rick Coyle                         | [ 13 ]                                                                              |
| 1948 | Pitfall                         | J. B. MacDonald                    | [ 13 ]                                                                              |
| 1948 | Station West                    | Mark Bristow                       | [ 13 ]                                                                              |
| 1948 | Walk a Crooked Mile             | Krebs                              | [ 13 ]                                                                              |
| 1948 | Adventures of Don Juan          | Captain Alvarez                    | [ 13 ]                                                                              |
| 1949 | Bride of Vengeance              | Michelotto                         | [ 13 ]                                                                              |
| 1949 | Black Magic                     | Dumas, Jr.                         | [ 13 ]                                                                              |
| 1949 | Red Light                       | Nick Cherney                       | [ 13 ]                                                                              |
| 1949 | Abandoned                       | Kerric                             | [ 13 ]                                                                              |
| 1949 | Love Happy                      | Alphonse Zoto                      | [ 13 ]                                                                              |
| 1950 | Unmasked                        | Roger Lewis                        | [ 13 ]                                                                              |
| 1950 | Key to the City                 | Les Taggart                        | [ 13 ]                                                                              |
| 1950 | Borderline                      | Pete Richie                        | [ 13 ]                                                                              |
| 1951 | M                               | Pottsy                             | [ 13 ]                                                                              |
| 1951 | A Place in the Sun              | District Attorney R. Frank Marlowe | [ 13 ]                                                                              |
| 1951 | New Mexico                      | Pvt. Anderson                      | [ 13 ]                                                                              |
| 1951 | His Kind of Woman               | Nick Ferraro                       | [ 13 ]                                                                              |
| 1951 | The Whip Hand                   | Steve Loomis                       | [ 13 ]                                                                              |
| 1951 | Bride of the Gorilla            | Barney Chavez                      | [ 13 ]                                                                              |
| 1951 | The Magic Carpet                | Boreg                              | [ 13 ]                                                                              |
| 1951 | FBI Girl                        | Blake                              | [ 13 ]                                                                              |
| 1952 | Meet Danny Wilson               | Nick Driscoll                      | [ 13 ]                                                                              |
| 1952 | Mara Maru                       | Brock Benedict                     | [ 13 ]                                                                              |
| 1952 | Horizons West                   | Cord Hardin                        | [ 13 ]                                                                              |
| 1953 | The Bandits of Corsica          | Baron Cesare Jonatto               | [ 13 ]                                                                              |
| 1953 | The Blue Gardenia               | Harry Prebble                      | [ 13 ]                                                                              |
| 1953 | Serpent of the Nile             | Marc Antony                        | [ 13 ]                                                                              |
| 1953 | Tarzan and the She-Devil        | Vargo                              | [ 13 ]                                                                              |
| 1953 | Fort Algiers                    | Amir                               | [ 13 ]                                                                              |
| 1954 | Casanova's Big Night            | Minister Bragadin                  | [ 13 ]                                                                              |
| 1954 | The Immortal City               | Narrator                           | Documentary                                                                         |
| 1954 | Gorilla at Large                | Cyrus Miller                       | [ 13 ]                                                                              |
| 1954 | Rear Window                     | Lars Thorwald                      | [ 13 ]                                                                              |
| 1954 | Khyber Patrol                   | Capt. Ahmed Shir                   | [ 13 ]                                                                              |
| 1954 | Thunder Pass                    | Tulsa                              | [ 13 ]                                                                              |
| 1954 | Passion                         | Capt. Rodriguez                    | [ 13 ]                                                                              |
| 1954 | They Were So Young              | Jaime Coltos                       | [ 13 ]                                                                              |
| 1955 | You're Never Too Young          | Noonan                             | [ 13 ]                                                                              |
| 1955 | Count Three and Pray            | Yancy Huggins                      | [ 13 ]                                                                              |
| 1955 | A Man Alone                     | Stanley                            | [ 13 ]                                                                              |
| 1956 | Please Murder Me                | Craig Carlson                      | [ 13 ]                                                                              |
| 1956 | Godzilla, King of the Monsters! | Steve Martin                       | [ 13 ]                                                                              |
| 1956 | Great Day in the Morning        | Jumbo Means                        | [ 13 ]                                                                              |
| 1956 | Secret of Treasure Mountain     | Cash Larsen                        | [ 13 ]                                                                              |
| 1956 | A Cry in the Night              | Harold Loftus                      | [ 13 ]                                                                              |
| 1956 | Ride the High Iron              | Ziggy Moline                       | Pilot for proposed ABC-TV series Command Performance, released as a feature film:56 |
| 1956 | The Brass Legend                | Tris Hatten                        | [ 13 ]                                                                              |
| 1957 | Crime of Passion                | Tony Pope                          | [ 13 ]                                                                              |
| 1957 | Affair in Havana                | Mal Mallabee                       | [ 13 ]                                                                              |
| 1960 | Desire in the Dust              | Col. Ben Marquand                  | [ 13 ]                                                                              |
| 1961 | "Interrupted Morning"           | Himself (introduction)             | Film de scurtmetraj despre siguranța traficului pentru U.S. Public Health Service   |
| 1962 | "When Sally Fell"               | Himself (introduction, conclusion) | Film de scurtmetraj privind siguranța acasă                                         |
| 1962 | "Look Alive"                    | Himself                            | Film de scurtmetraj privind siguranța pietonilor                                    |
| 1962 | "Midsummer's Nightmare"         | Himself                            | Film de scurtmetraj privind siguranța apei                                          |
| 1962 | "Giant Steps"                   | Himself                            | Film de scurtmetraj privind siguranța copiilor                                      |
| 1962 | "Why Daddy?"                    | Rolul său                          | Film de scurtmetraj pentru prevenirea incendiilor                                   |
| 1962 | "No Defense"                    | Rolul său                          | Film de scurtmetraj despre organizarea comunității pentru prevenirea accidentelor   |
| 1968 | P. J.                           | William Orbison                    | [ 13 ]                                                                              |
| 1977 | Godzilla                        | Steve Martin                       |                                                                                     |
| 1978 | Tomorrow Never Comes            | Burke                              |                                                                                     |
| 1980 | Out of the Blue                 | Dr. Brean                          | [ 17 ]                                                                              |
| 1980 | The Curse of King Tut's Tomb    | Janash Sabastian                   | [ 18 ]                                                                              |
| 1980 | The Return                      | Dr. Kramer                         | [ 19 ]                                                                              |
| 1982 | Airplane II: The Sequel         | The Judge                          | [ 13 ]                                                                              |
| 1985 | Godzilla 1985                   | Steve Martin                       | Nominalizare Golden Raspberry Award for Worst Supporting Actor:71, 226              |
| 1991 | Showdown at Williams Creek      | Judge Webster                      | [ 21 ]                                                                              |
| 1991 | Delirious                       | Carter Hedison                     | [ 13 ]                                                                              |